# اف‌اچ‌ام
اف‌اچ‌ام (انگلیسی: FHM)، یک مجله بین‌المللی با محوریت سبک زندگی مردان است که در چندین کشور منتشر می‌شود. عمده شهرت اف‌اچ‌ام مربوط به انتشار فهرست سالانه ۱۰۰ زن زیبای جهان است که از اسامی مدل‌ها، خوانندگان، بازیگران و افراد مشهور تشکیل شده‌است. ناشر این مجله که از سال ۱۹۸۵ تاکنون منتشر می‌شود گروه رسانه‌ای بائر است.
از جمله مدل‌هایی که تاکنون بر روی جلد اف‌اچ‌ام رفته‌اند می‌توان از امیلی راتایکوفسکی، رزی هانتینگتون وایتلی، آنه ویالیتسینا، میراندا کر، کاندیس سوانپول، ایرینا شایک و کریستانا لوکن نام برد.